# Копер
Ко́пер (словен. Koper, итал. Capodistria) — город на юго-западе Словении, на полуострове Истрия, на побережье залива Копер Адриатического моря. Город известен среди любителей хорового пения, здесь проводится множество музыкальных и фольклорных фестивалей.

## География
Копер — самый крупный город 30-километровой полосы словенского побережья. Город находится в непосредственной близости от итальянской границы и города Триеста, прочие прибрежные словенские города — Изола (Izola), Пиран (Piran) и Порторож (Portorož) — вытянулись цепочкой к югу от Копера.

## Население
Население города по данным на 2012 год составляет 24 979 человек (12 358 мужчин и 12 621 женщин). Ранее большая часть населения Копера говорила на итальянском (по данным на 1900 год — 92 %). Сегодня община официально двуязычна, итальянский язык уравнен в правах со словенским. Невзирая на существенную эмиграцию итальянцев с Истрии в Италию в годы существования Югославии, итальянское население города превышает 10 %.
Родной язык населения общины (2002 год):
- Словенский — 74,14 %
- Хорватский — 8,04 %
- Сербо-хорватский — 4,02 %
- Боснийский — 2,76 %
- Сербский — 2,67 %
- Итальянский — 2,23 %
- Албанский — 0,50 %
- Македонский — 0,48 %
- Другие языки: 5,16 %

## История
Копер вырос из античного греческого поселения, известного под именем Аэгида. В римский период он получил имя Каприс, от которого происходит и современное название города. В 568 году в Каприсе укрылось романское население Тергестума (Триеста) от набега лангобардов. Некоторое время город носил имя Юстинополь в честь императора Византии Юстиниана II.
В VII — VIII веках город пережил тяжёлый период, его захватывали франки, лангобарды и славянские племена. В VIII веке в городе была образована епархия. В XI веке город оказался втянут в борьбу между Венецией и Священной римской империей. За поддержку, оказанную ему Копером, император Конрад II даровал городу некоторые привилегии.
В 1278 году город присоединён к Венеции. В составе Венецианской республики Копер пережил необычайный расцвет, стал крупнейшим городом и портом Истрии, в связи с чем был переименован в Капо д’Истрия (лат. Caput Histriae, главный город Истрии, буквально «голова Истрии»). От этого словосочетания происходит итальянское название города — Каподистрия. После падения Венецианской республики в 1797 году Копер присоединён к Австрии. В период 1805—1813 годов город контролировали наполеоновские войска, а в 1813-м Копер снова отошёл Австрии.
После Первой мировой войны Копер вместе со всем полуостровом Истрия перешёл Италии, в то время как остальная Далмация вошла в состав Королевства сербов, хорватов и словенцев, позднее Королевства Югославия. После Второй мировой войны Копер вошёл в состав так называемой Зоны «B» свободной территории Триеста, которую контролировала Югославия, после чего значительная часть итальянского населения города эмигрировала в Италию. В 1954 году свободная территория Триеста перестала существовать, и Копер стал частью Югославии. После распада последней в 1991 году город стал частью независимой Словении.

## Экономика
Огромное значение для экономики города и государства в целом имеет, находящийся в Копере единственный в Словении торговый порт, куда прибывают корабли с грузами с Ближнего Востока, из Японии и Кореи.
В 1954 году группой промышленников в городе была основана компания Tomos по производству мотоциклов. Первым генеральным директором завода стал Франк Пекарь. Завод был открыт в 1959 году, на открытии которого присутствовал тогдашний президент Югославии Иосиф Броз Тито. Первым мотоциклом компании стал Tomos Puch SG 250 (нем.). Завод выпускал мотоциклы, мопеды, скутеры разного класса и модификаций, определённую известность приобрела серия мопедов под названием Colibri. После 1973 года все мотоциклы и мопеды Tomos оснащались двигателями словенского производства. В 1980 году весь модельный ряд двухколёсных транспортных средств Tomos был обновлён. В 1980-е годы завод выпускал известные спортивные модели «Tomos C5 Sport» и туристскую модификацию «Tomos C5 Touring». Был также создан внедорожный мотоцикл «АТХ50». В 1998 году предприятие было приобретено крупной частной компанией Hidria. В 1990-х годах были выпущены модели Sprint, Tomos ST и Tomos LX.

## Достопримечательности
- Преторийский дворец — самое знаменитое здание Копера, дворец в стиле венецианской готики (1464). Расположен на центральной площади города (Титов Трг).
- Дворец Лоджии на площади Титов Трг, напротив Преторийского дворца. В здании кафе и художественная галерея (XV в.).
- Ротонда Вознесения (XII век) — самое древнее здание города.
- Собор Санта-Мария-Ассунта (Вознесения Девы Марии и Святого Назария. В соборе находится гробница Святого Назария, покровителя города.
- Дворцы Армеригонья, Бельграмони-Такко, Тотто и некоторых других знатных венецианских фамилий.

## Транспорт
В Копере расположен единственный торговый порт Словении. Город связан новым современным шоссе со столицей страны Любляной, а также прибрежными дорогами с итальянским Триестом и хорватской Истрией. Регулярное автобусное сообщение с Любляной, соседними городами Словении, Хорватии и Италии. В Копере имеется также железнодорожная станция, но по сравнению с автомобильным и морским транспортом железная дорога используется весьма слабо.

## Спорт
В городе базируется футбольная команда сильнейшей словенской лиги — ФК Копер.
С 4 сентября по 9 сентября 2013 года в Бонифика Холле прошли матчи группового этапа (Группа D) Евробаскета 2013: между сборными Греции, Финляндии, Италии, Швеции, России и Турции.

## Образование
29 января 2003 года в городе официально открылся Приморский университет, а 21 ноября 2017 года на базе Приморского университета открылся первый в Словении и ЕС филиал российского вуза МГУ. По стандартам МГУ в филиале студентов обучают следующим профессиям: русский язык, славистика, культурология, история, математика, экономика, биология и другие дисциплины. Филиал закрыт решением словенских властей в октябре 2024 г..

## Известные уроженцы
В этом городе проживали предки семьи, выходцами из которой были Иоанн Каподистрия и его братья Августинос, Виаро и Георгиос.
- Витторе Карпаччо — итальянский живописец.
- Пьетро Паоло Верджерио — деятель итальянской реформации.
- Пьетро Паоло Верджерио старший — итальянский гуманист.
- Санторио — итальянский физиолог, анатом, изобретатель.
- Андрея Клепач — словенская теннисистка.
- Ковач, Тинкара — словенская певица, представительница Словении на конкурсе песни Евровидение 2015.
- Младен Рудоня — словенский футболист.
- Златко Дедич — словенский футболист.
- Томаж Шаламун — словенский поэт.
- Сирк, Леа — словенская певица, представительница Словении на конкурсе песни Евровидение 2018.